# Shōtarō Adachi
Shōtarō Adachi (足立 正太郎, Adachi Shōtarō, 1901-1995) est un photographe japonais.